# Chelonus angustus
Chelonus angustus är en stekelart som först beskrevs av Papp 1999.  Chelonus angustus ingår i släktet Chelonus och familjen bracksteklar. Inga underarter finns listade i Catalogue of Life.